# Lijst van aartsbisschoppen van Wrocław
Onderstaand volgt een lijst van aartsbisschoppen van het aartsbisdom Wrocław, een Pools rooms-katholiek aartsbisdom.
Zie ook de lijst van bisschoppen van Breslau, de (Duitse) naam van Wrocław vóór 1945, toen Breslau en grote delen van Duitsland bij Polen gevoegd werden.  De laatste Duitse bisschop van Breslau, Adolf Bertram, werd in 1929 de eerste aartsbisschop; hij bleef dat tot zijn dood in 1945. 
| Aartsbisschop van Wrocław | Aartsbisschop van Wrocław | Aartsbisschop van Wrocław                                                                  |
| ------------------------- | ------------------------- | ------------------------------------------------------------------------------------------ |
| 1945 - 1951               | Karol Milik               | administrator - niet erkend als aartsbisschop door de Heilige Stoel                        |
| 1951 - 1956               | Kazimierz Lagosz          | vicaris van het kapittel van Wrocław - niet erkend als aartsbisschop door de Heilige Stoel |
| 1956 - 1972               | Bolesław Kominek          | vicaris van het kapittel van Wrocław - niet erkend als aartsbisschop door de Heilige Stoel |
| 1972 - 1974               | Bolesław Kominek          | officieel erkend als eerste Poolse aartsbisschop van Wrocław                               |
| 1974 - 1976               | Wincenty Urban            | vicaris van het kapittel van Wrocław                                                       |
| 1976 - 2004               | Henryk Gulbinowicz        |                                                                                            |
| 2004 - 2013               | Marian Gołębiewski        |                                                                                            |
| 2013 - heden              | Józef Piotr Kupny         |                                                                                            |